# Tengiomyces
Tengiomyces — монотиповий рід грибів родини Helminthosphaeriaceae. Назва вперше опублікована 1999 року.

## Класифікація
До роду Tengiomyces відносять 1 вид:
- Tengiomyces indicus

## Назва
Рід названо на честь китайського міколога Тен Шучуня.

## Поширення та середовище існування
Знайдений на мертвих стеблах у штаті Керала, Індія.